# Чернополска низина
Чернополска низина (или Черно поле, до 1942 г. Карабоаз) е крайдунавска низина в Северна България, Средната Дунавска равнина, област Плевен. На територията ѝ попадат землищата на селата Дъбован, Загражден, Брест, Гиген, Байкал, град Гулянци и частично на селата Долни Вит, Милковица и Сомовит.
Низината се простира между река Дунав на север, приустиевите части на реките Искър на запад и Вит на изток и Дунавската равнина на юг. Дължината на низината от запад на изток е 25 km и ширина до 6 – 8 km Площта ѝ е 222 km2 и се явява втората по големина крайдунавска низина в България след Побрежието.
По-голямата част – 222 km2 представлява заливна речна тераса, разположена на 2 – 7 м над нивото на Дунав. Запълнена е с речни наноси с дебелина от 15 до 30 м. Има високи подпочвени води. Най-ниските части от низината са остатък от бивши речни канали, които в миналото са били заблатени – Гигенски блата, Видра (13 000 дка), Десна (3000 дка) и Краище (9200 дка). След 1930 г. започва постепенно пресушаване на всички блата в низината, което завършва през 1970-те години. Преди осушаването им Чернополската низина се е отличавала с много богато биоразнообразие. Гнездили са десетки видове блатни птици (чапли, ибиси, дъждосвирци, патици, рибарки, жерави, лопатарки и др.) и са се срещали разнообразни водни растения. Цялата повърхност на блатото Видра е била покрита с бели водни лилии.
По-високите участъци представляват дълги иниски ридчета (т.н. гредове) от песъчливи наноси. Незаливната част от низината е остатък от ниски речни тераси с височина 7 – 20 м на реката. Край Дунав и реките Искър и Вит са изградени водозащитни диги.
Климатът е умерено-континентален със среден годишен валеж от 500 – 550 мм, недостатъчен за земеделските култури. Почвите са алувиално-ливадни, блатно-ливадни и черноземни, голяма част от които са добре усвоени селскостопански. Отглеждат се основно зърнени култури (царевица, захарно цвекло, слънчоглед, пшеница), цвекло и зеленчуци. Голяма част от помпените станции не работят и се появяват много пустеещи земи поради увеличаването на песъчливите и засолени терени. Цялата низина е включена в програма „Натура 2000“.
В северната част на низината, на брега на Дунав са разположени селата Дъбован и Загражден, а
по южната ѝ периферия селата Брест, Гиген, Байкал, Долни Вит, Милковица, Сомовит и град Гулянци.
В най-западната част на низината, северозападно от село Гиген се намират развалините от римския град Улпия Ескус.
По южната, по-висока част на низината на протежение от 35,2 км от село Байкал до село Сомовит преминава участък от второкласен път № 11 от Държавната пътна мрежа Видин – Лом – Оряхово – Никопол.

## Топографска карта
- Лист от карта K-35-1. Мащаб: 1 : 100 000.
- Лист от карта K-35-2. Мащаб: 1 : 100 000.
- Лист от карта K-35-14. Мащаб: 1 : 100 000.